# Mrakodol
Mrakodol är ett samhälle i Bosnien och Hercegovina.   Det ligger i entiteten Republika Srpska, i den nordvästra delen av landet, 210 km nordväst om huvudstaden Sarajevo. Mrakodol ligger 183 meter över havet och antalet invånare är 346.
Terrängen runt Mrakodol är platt åt nordost, men åt sydväst är den kuperad. Närmaste större samhälle är Kostajnica, 1,8 km nordost om Mrakodol. 
I omgivningarna runt Mrakodol växer i huvudsak lövfällande lövskog. Runt Mrakodol är det ganska tätbefolkat, med 67 invånare per kvadratkilometer.